# Teatro académico municipal de Ópera y Ballet para Niños y Jóvenes de Kiev
El teatro académico municipal de Ópera y Ballet para Niños y Jóvenes de Kiev (en ucraniano: Київський муніципальний академічний театр опери та балету для дітей та юнацтва) es un teatro y productora teatral en Kiev, Ucrania. 

## Historia
El teatro fue fundado en 1982 con el nombre de Teatro Musical Infantil Estatal. El teatro se convirtió en el primero en Ucrania y el segundo en el mundo con un perfil similar. El 1 de febrero de 1985 se inauguró el teatro con la ópera Invierno y primavera de Mikola Lísenko.
En 1998, el teatro recibió el edificio del antiguo club de trabajadores del teatro Slavutich, anteriormente llamado Palacio Jarchovik, ya que durante la posguerra había sido destinado al uso cultural de los trabajadores de la industria alimentaria. 
En 2002, por sus destacadas contribuciones al desarrollo del arte y con motivo del 20º aniversario, el teatro recibió el estatus académico. En 2012 comenzó la privatización de la compañía, expulsada del teatro en octubre de 2015 por no pagar el alquiler y deber a la ciudad casi 400.000 grivnas.En 2017, la Fiscalía de la ciudad de Kiev inició una investigación penal por malversación de fondos presupuestarios del Teatro Académico Municipal de Ópera y Ballet para Niños y Jóvenes, violación de los derechos laborales de sus empleados y falsificación oficial. La coreógrafa principal del teatro, Tetiana Borovyk, fue cesada, pero volvió a su cargo al mes tras apelación judicial.
A partir de 2019, el teatro se posiciona bajo el nombre de Ópera de Kiev y es el único entre los teatros de ópera de Ucrania que se adhiere a la política de representar obras del repertorio mundial de ópera en idioma ucraniano.

## Espectáculos
El teatro presentó más de 200 representaciones, 40 de las cuales se representaron por primera vez en el país y presentando de 20 a 25 obras cada mes. El repertorio del teatro incluye óperas, ballets, musicales, cuentos musicales, programas y conciertos sinfónicos y vocales-sinfónicos. El colectivo incluye compañías de ópera y ballet, una orquesta sinfónica y un coro.